# 金曜バンバン ゴメンネ!?ばんばひろふみDE
金曜バンバン ゴメンネ!?ばんばひろふみDEは、2000年4月7日から2004年3月26日まで放送されたラジオ関西（当時のAM KOBE）の番組である。

通称：「金バン」。

前身の「土曜バンバン!やってもいいかな?!」をリニューアルして開始。放送時間は8:00～11:50（現実的には8時の時報の前にオープニングクイズがあるので7:59:45～）。

番組が金曜日に移動したのは、サタデー競馬（当時）の放送時間が11:00から、そして最終的には現在の10:05からに放送時間が繰り上がったため。この番組が後の『ばんばひろふみ!ラジオ・DE・しょー!』につながっていく。

## 出演者
- パーソナリティー　ばんばひろふみ
- アシスタント　  　増井孝子
- パートナー　  　　露の吉次/秋野こぎく
- ニュースキャスター　高塚恵子

## 土曜日から金曜日へ
- 「AMKOBE サタデー競馬」拡大に伴い、番組が土曜日から金曜日に異動する際に「なんで金曜に異動せなアカンねん！なんで追い出されなアカンねん！」「競馬が大事か俺が大事かどっちやねん!!」と当時公共の電波を通じて言ったものの、あっさりとラジ関側から「競馬!!」と即答され、「すいません！喜んで移らせて頂きます！」と返事をした、と番組で話していた。

## タイトルについて
- ラジオ関西のワイド番組にはサブタイトルがついていることが多いが、この番組には「バラエティワイド」という冠がついていた。しかし番組の中でこのサブタイトルが使用、また披露されたことは一度もなかった。
- また、この番組のタイトルについて、番組が土曜日から金曜日に異動した際に、当時人気番組であったMBSラジオの『ごめんやす馬場章夫です』があったことから、馬場章夫とこの番組に対しての敬意から、このようなタイトルがつけられた。

## 当時のコーナー
- 水餃子クイズ（8時台のオープニング）
  - オープニングのなぞなぞ。
- 日本武尊（9時台）
  - 日本古来から伝わることわざ・格言をこぎく先生が解説するというコーナーであった。 コーナータイトルの読みは「にっぽんぶそん」。
- オリバー・オムそばめしクイズ（10時台） 
  - 昔話を題材にした三択クイズのコーナー。
- エポックな気もちで旅立ちたい（10時台）
  - こんなお葬式をしてほしいというリスナーの気持ちを紹介するコーナー。
- 夢見てバンバン（10時台）
  - 淡路夢舞台の情報を紹介するコーナー。
- 土地家屋調査士ってなんだ（10時台）
  - 土地家屋調査士の仕事を紹介するコーナー。三択クイズあり、バンバン・吉次のコントあり、そして本物の土地家屋調査士の登場ありの盛り沢山のコーナーであった。
  - このコーナーのクイズの当選者には30CMものさし（通称・ちょうさし）がプレゼントされていた。
- 吉次のスチャラカ人生相談（10時台）
  - いわゆる人生相談のコーナー。吉次がお悩みにお答えするという名目であったが、実際に相談に答えていたのは吉次師匠以外の3人のレギュラーであった。
- 時折はまさん（10時台）
  - 当時ラジオ関西の報道局にいた浜田さんが登場するコーナー。この中で、「池田小学校・児童殺傷事件」の速報が流れた。
- SEE阪神･淡路キャンペーンインフォメーション（11時台）
  - SEE阪神･淡路実行委員会の情報を紹介するコーナー。

## ラジオ・DE・しょー!にも受け継がれたコーナー
- バンバン今週の出来事
- なちらの名前で出ています。
- 知性の玉手箱
- おたかのシネマでトーク
  - 当時、金曜に変わってからもエンディング寸前のコーナーであったため。早口での映画紹介であった。

## 年始の放送について
- 年始の放送はその年によって、生放送や生と録音を織り交ぜるなどそれなりに凝った内容に仕上げていた。

## 番組グッズ
- 「「ん」の付くステッカー「んステ」」（土曜バンバン時代から）
- 「エコバッグ」（金曜バンバン時代から、川柳の当選者に贈られる）
- 「ちょうさし」（ものさし）（「金曜バンバン」時代）
- 「ぴよっちゅ」（「金曜バンバン」時代）